# Converse
Converse este o companie americană producătoare de pantofi.
A luat ființă în 1908 în Malden, Massachusetts.
Au devenit cunoscuți în lumea întreagă datorită pantofilor și ghetelor de tip "bascheți", foarte confortabili și rezistenți.
De-a lungul timpului au scos numeroase colecții ediție specială inspirate din lumea muzicii, a filmului sau a sportului.